# SN 2007by
SN 2007by – supernowa typu II odkryta 22 kwietnia 2007 roku w galaktyce A154444+0428. W momencie odkrycia miała maksymalną jasność 19,10m.